# 태안해안국립공원
태안해안 국립공원(泰安海岸 國立公園)은 충청남도 태안반도를 중심으로 하여 가로림만에서 안면도에 이르는 해안국립공원이다. 1978년 10월 20일 서산해안 국립공원으로 지정되었다가, 1990년 3월 22일 태안해안 국립공원으로 명칭이 변경됐다. 대한민국의 유일한 해안형 국립공원으로 복잡한 리아스식 해안과 침식 지형으로 해안 사구가 발달하여, 학암포·백리포·만리포·연포·몽산포·삼봉·꽃지 등의 해수욕장이 발달하여 있다. 태안 신두리 해안사구는 사구 지형의 독특한 풍경을 잘 보여준다.

## 지리

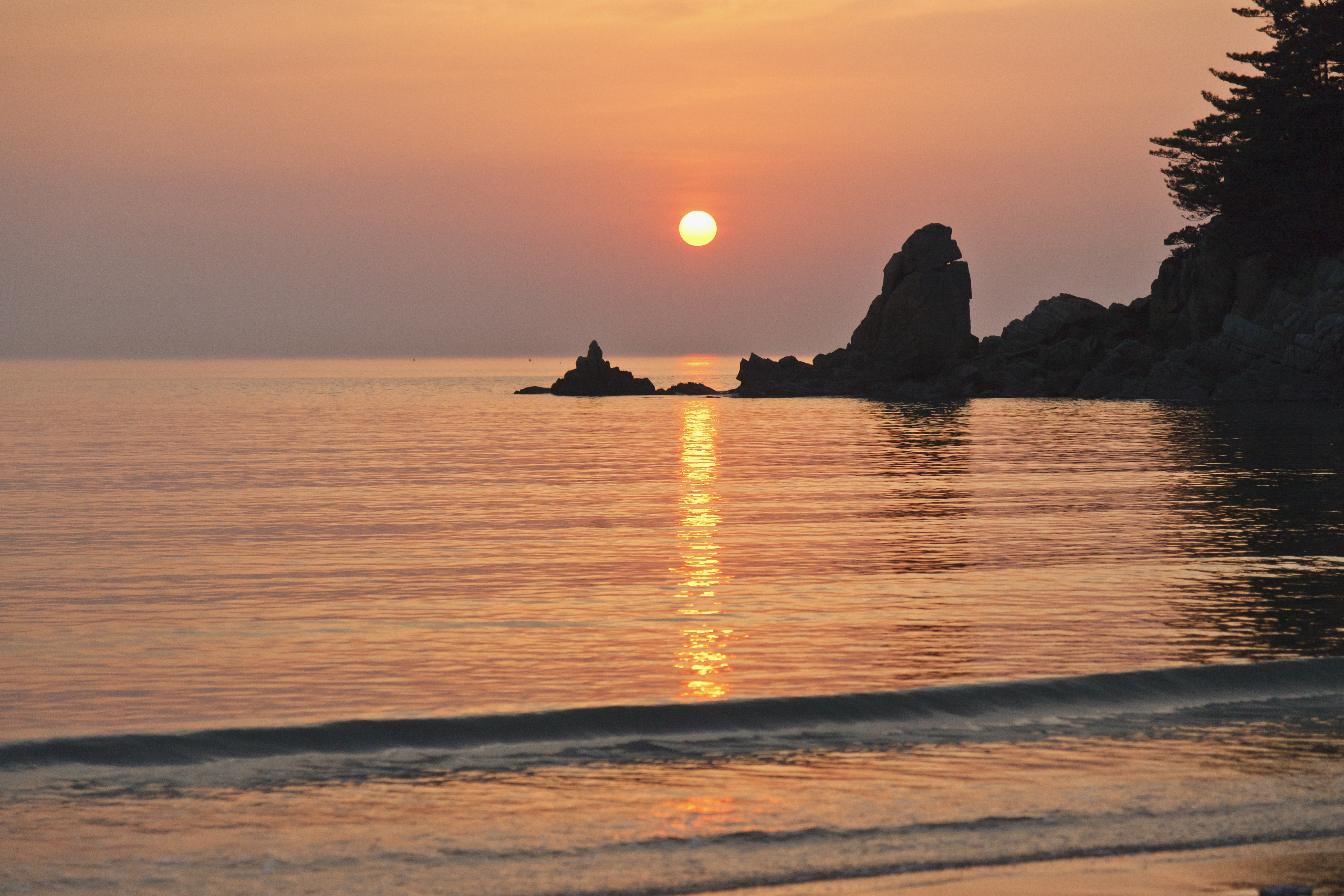
만리포 해변
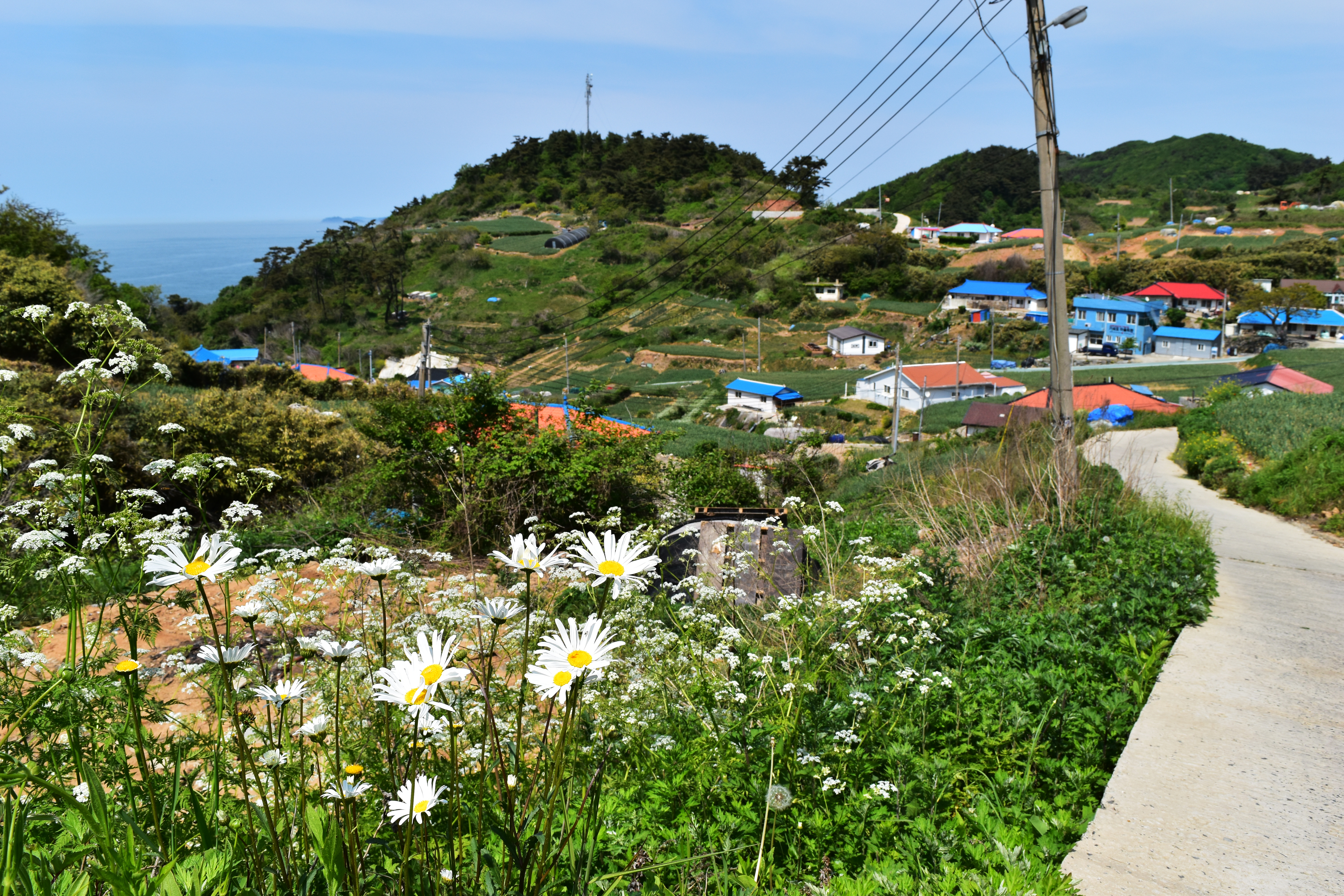
가의도의 마을
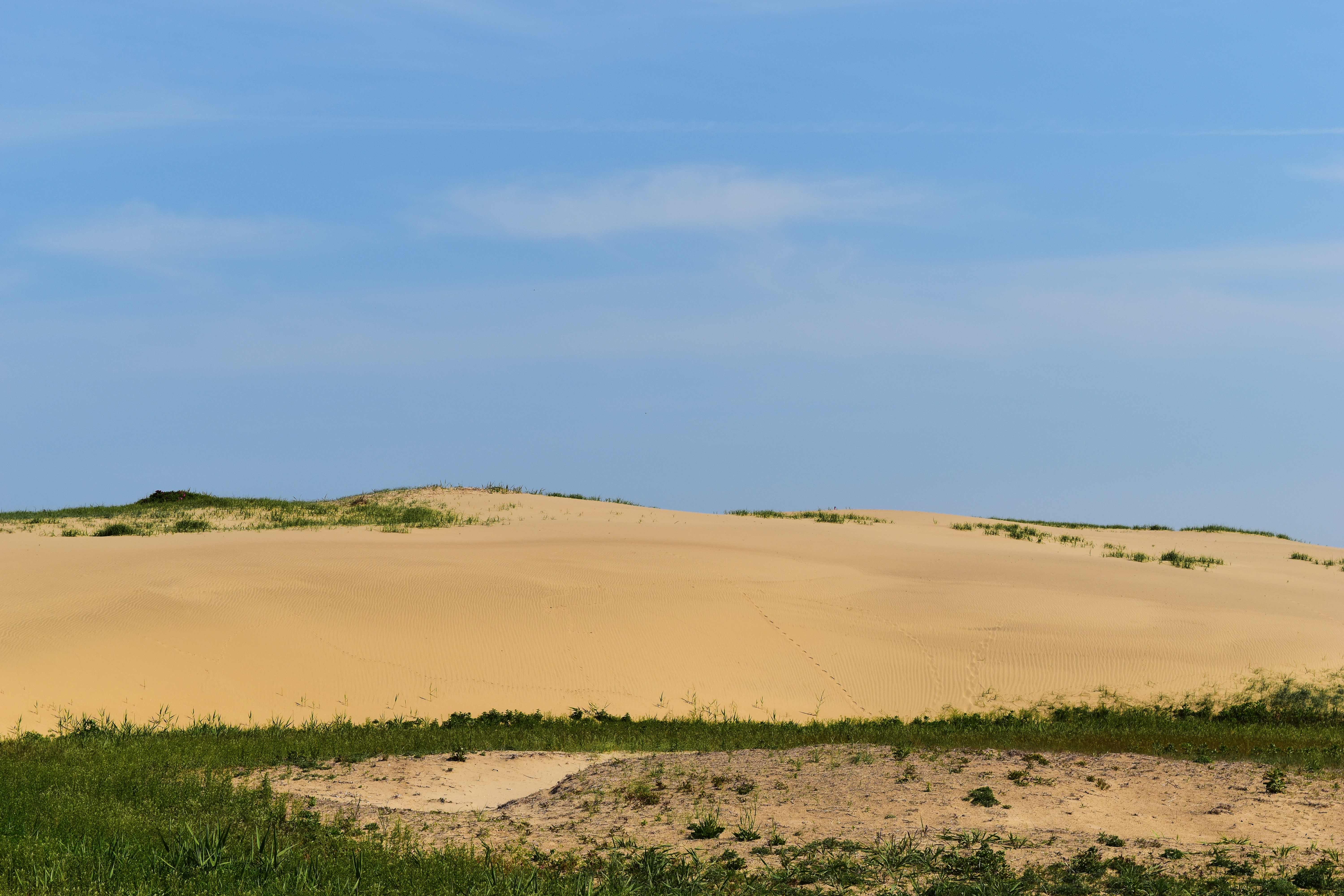
태안 신두리 해안사구
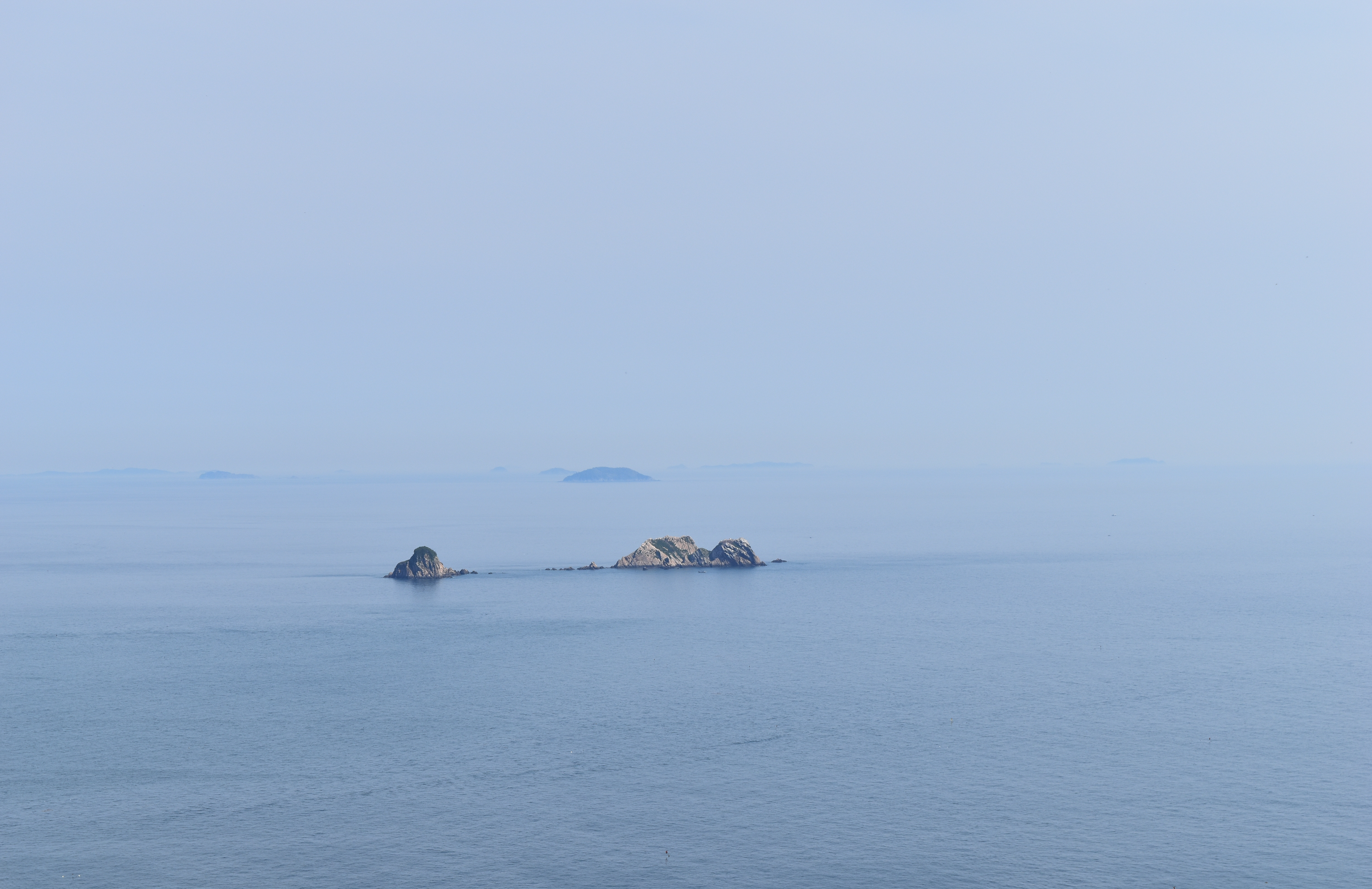
병풍도, 태안해안국립공원 내의 무인도

태안반도는 서해안에 있는 옹진반도, 변산반도 등의 다른 반도와 달리 주변 해안에 비해 크게 돌출되어 있는 지형이다. 이 때문에 파도의 힘을 다른 지역보다 먼저 강하게 받기 때문에 해식 작용이 일어난다. 그 결과 조수 간만의 차가 큰 서해안의 특징 때문에 갯벌이 발달하면서도 해식 작용으로 인한 백사장 역시 함께 발달하게 되었다. 해식에 의한 복잡한 만곡으로 백사장이 발달하여 학암포·백리포·만리포·연포·몽산포·삼봉·꽃지 등의 해수욕장이 조성되어 있다. 또 170여 개의 크고 작은 섬들이 앞바다에 흩어져 장관을 이루고 있으며, 난도는 괭이갈매기 번식지로서 알려져 있다. 태안반도 전체의 해안선은 1,352 km에 달한다. 이 가운데 태안해안국립공원으로 관리되는 해안선의 길이는 약 530 km이다.
해식작용으로 인해 생긴 수 많은 만들에는 조석 간만의 차가 커서 갯벌이 발달하였다. 깊게 파여진 아산만, 천수만, 가로림만 등에 큰 갯벌이 있었고, 삽교호 역시 방조제가 들어서기 전에는 갯벌이었다. 1970년대 이후 대부분의 큰 만에 방조제가 들어섰고 갯벌은 방조제 밖으로만 남아있다. 현재 남아있는 큰 갯벌로는 총 80 km3의 가로림 갯벌이 있다.
태안반도는 낮은 구릉들이 늘어선 지역으로 대부분의 산지가 해발 300 m 이하이다. 해안 침식으로 리아스식 해안을 이루어 복잡한 만곡이 발달하여 있다. 주변에 큰 강은 없고 지역적으로 소하천이 수계를 이룬다. 태안반도의 수계는 국가하천은 없고 지방하천이 7개, 기타 소하천이 125개로 모두 132개이다.

### 섬
태안반도 앞에는 약 130여 개의 섬이 있고, 이 가운데 국립공원 안에 있는 것은 76 개이다. 대부분 무인도이며 사람이 사는 섬은 장고도, 고대도, 외도, 가의도 네 곳이다. 무인도 중 화창도는 대한민국 환경부가 지정하여 관리하는 특정도서이다.

## 지질

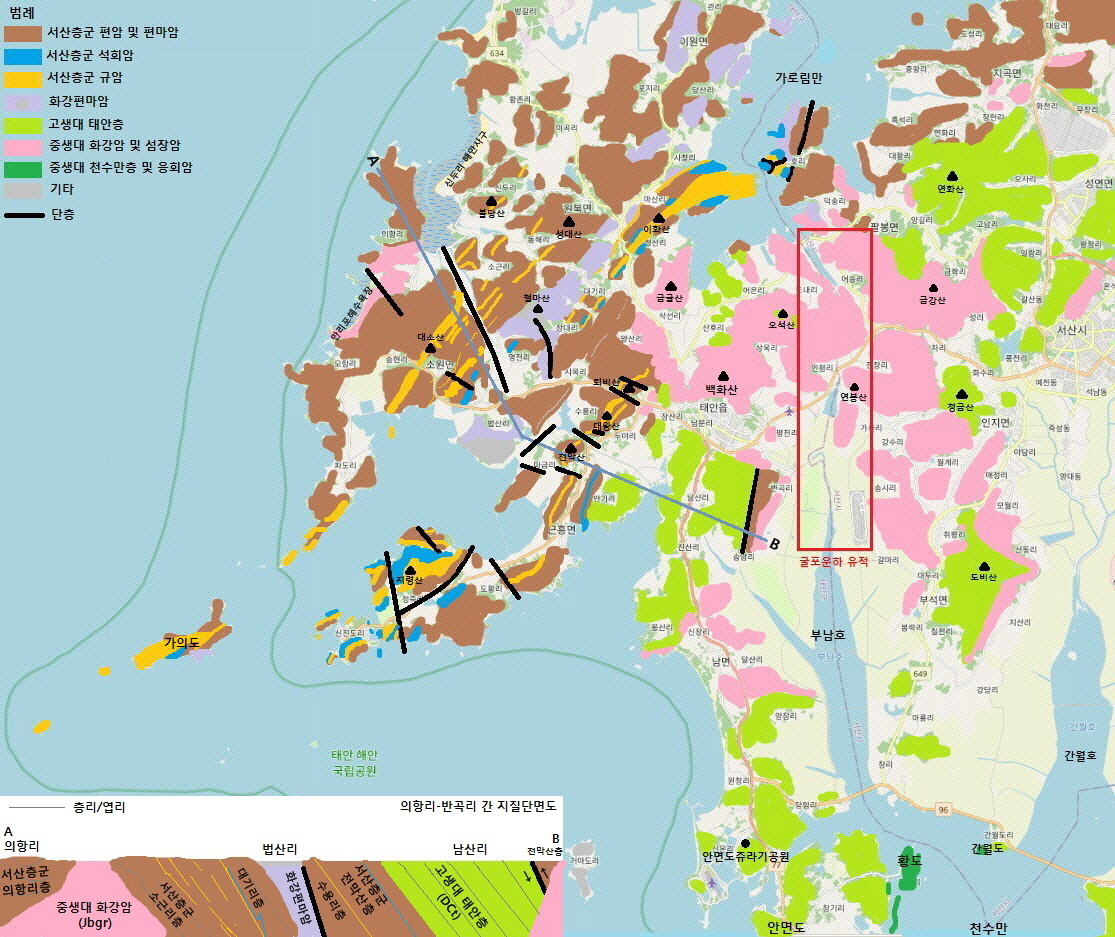
태안군, 서산시 일대의 지질 분포도

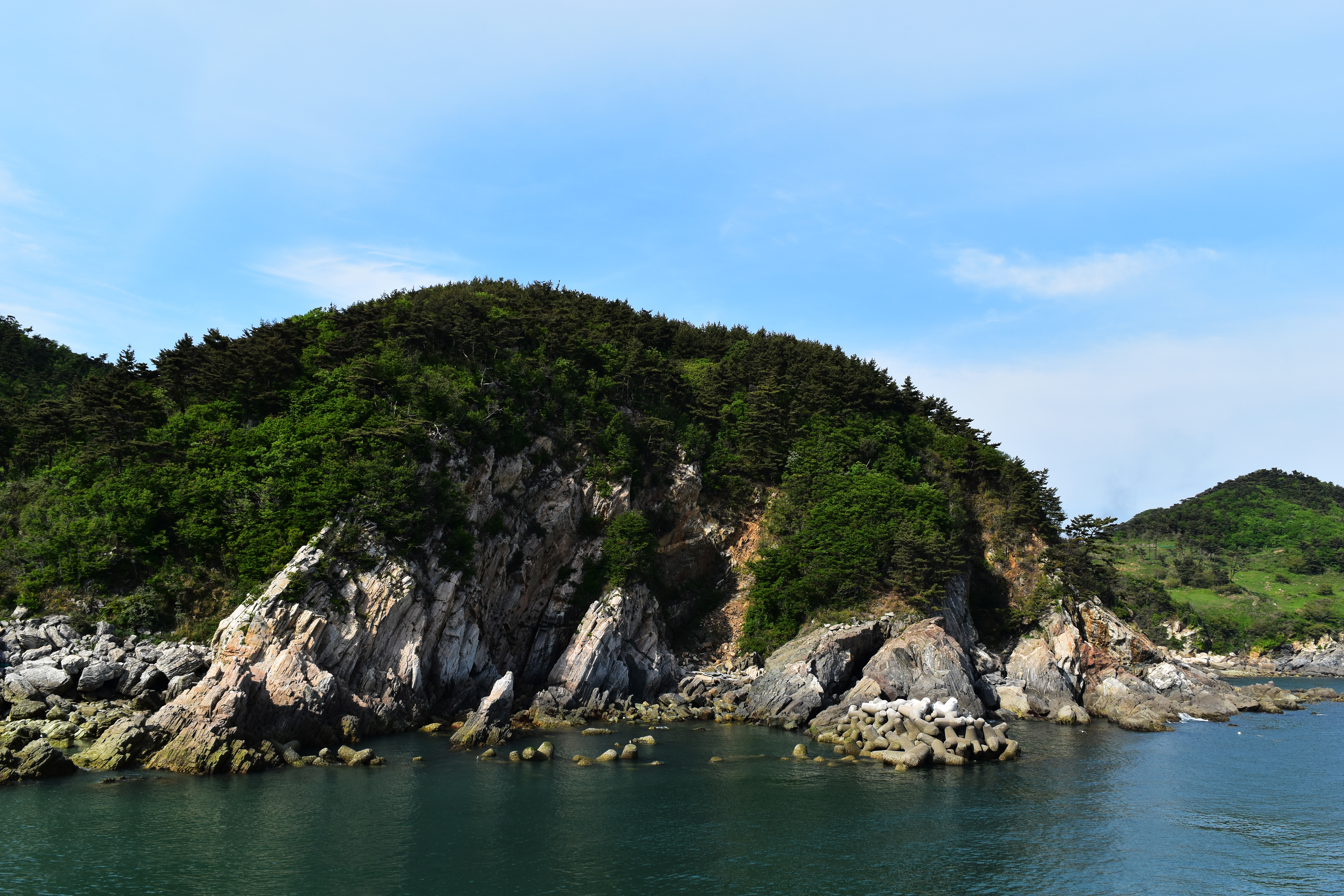
가의도 해안의 암벽. 호상편마암이 절리와 습곡을 이루고 있다.

태안해안국립공원 지역의 지질은 선캄브리아 시대의 고기(古機) 변성 퇴적암류와 이들을 관입한 중생대의 화성암류가 주를 이루고 있고, 해안지대에는 모래사장과 해안 사구가 발달하여 있다. 변성 퇴적암은 크게 보아 태안해안국립공원의 북쪽에 위치한 서산층군과 태안군 동부지역의 태안층으로 나뉠 수 있다. 서산층군에 현입된 화강편마암의 절대연령은 약 24억년 정도로 측정되어 시생누대에 형성된 것으로 추정되고, 태안층은 서산층군을 부정합으로 덮고 있어 원생누대 또는 고생대에 형성된 것으로 보인다. 이후 쥐라기 시대의 것으로 측정되는 화강암류와 섬장암류가 관입되어 있고, 그 위로 시대를 구분하기 어려운 부정합층들이 형성되어 있으며 제일 위에 신생대 제4기의 충적층이 자리하고 있다.
태안해안국립공원 내의 지질 구조는 소규모의 단층과 절리, 습곡들이 어우러져 있다. 이를 종합하면 선캄브리아 시대에 형성된 퇴적층이 중생대에 지각의 판 운동의 영향을 받아 화산 활동을 겪었고, 그 뒤로 계속되는 판 운동의 압력으로 변성되었으며, 그 위로 신생대 충적층이 형성된 것이라고 할 수 있다.
한반도는 전반적으로 중생대 시기에 격렬한 지구조운동으로 지각이 교란되었다. 한반도의 지각은 여전히 안정적이지 않아 활성 단층이 존재한다. 최근 태안해안국립공원 지역에 영향을 준 지진으로는 조선 중종 13년인 1518년 해미에서 성축이 무너질 정도의 지진이 있었고 1978년 10월에는 진도 5.0의 1978년 홍성 지진이 일어나기도 하였다.

## 기후
태안반도는 대한민국 중부 서해안에 위치하여 여름에는 고온 다습하고 겨울에는 한랭 건조하다. 겨울에는 북서풍의 영향으로 같은 위도의 동해안보다 춥지만, 해양성 기후도 보여 이웃한 내륙지방보다는 춥지 않다. 여름에는 열대지방을 방불케할 정도로 덥다. 태안반도의 기후는 인접한 관측소인 서산측후소의 자료를 기준으로 연평균 기온 11.8°C, 연평균 강수량 1232.1mm로 한반도 냉온대 지역이다. 6월부터 9월에 월평균 강수량이 100mm이상이며, 1월, 2월의 평균기온은 영하이다.
| 태안군의 기후 도표                                                                               | 태안군의 기후 도표 | 태안군의 기후 도표 | 태안군의 기후 도표 | 태안군의 기후 도표 | 태안군의 기후 도표 | 태안군의 기후 도표 | 태안군의 기후 도표 | 태안군의 기후 도표 | 태안군의 기후 도표 | 태안군의 기후 도표 | 태안군의 기후 도표 |
| 1월                                                                                              | 2월                | 3월                | 4월                | 5월                | 6월                | 7월                | 8월                | 9월                | 10월               | 11월               | 12월               |
| ------------------------------------------------------------------------------------------------ | ------------------ | ------------------ | ------------------ | ------------------ | ------------------ | ------------------ | ------------------ | ------------------ | ------------------ | ------------------ | ------------------ |
| 0 2 -8                                                                                           | 0 4 -6             | 0 10 -2            | 0 14 3             | 0 23 11            | 0 28 18            | 0 28 23            | 0 31 23            | 0 26 16            | 0 21 9             | 0 12 1             | 0 5 -4             |
| 기온 단위: 섭씨(℃) 강수량 단위: 밀리미터(mm) 출처: 태안군 월별 기온 분포(2014년도 태안 통계연보) |                    |                    |                    |                    |                    |                    |                    |                    |                    |                    |                    |

## 식생

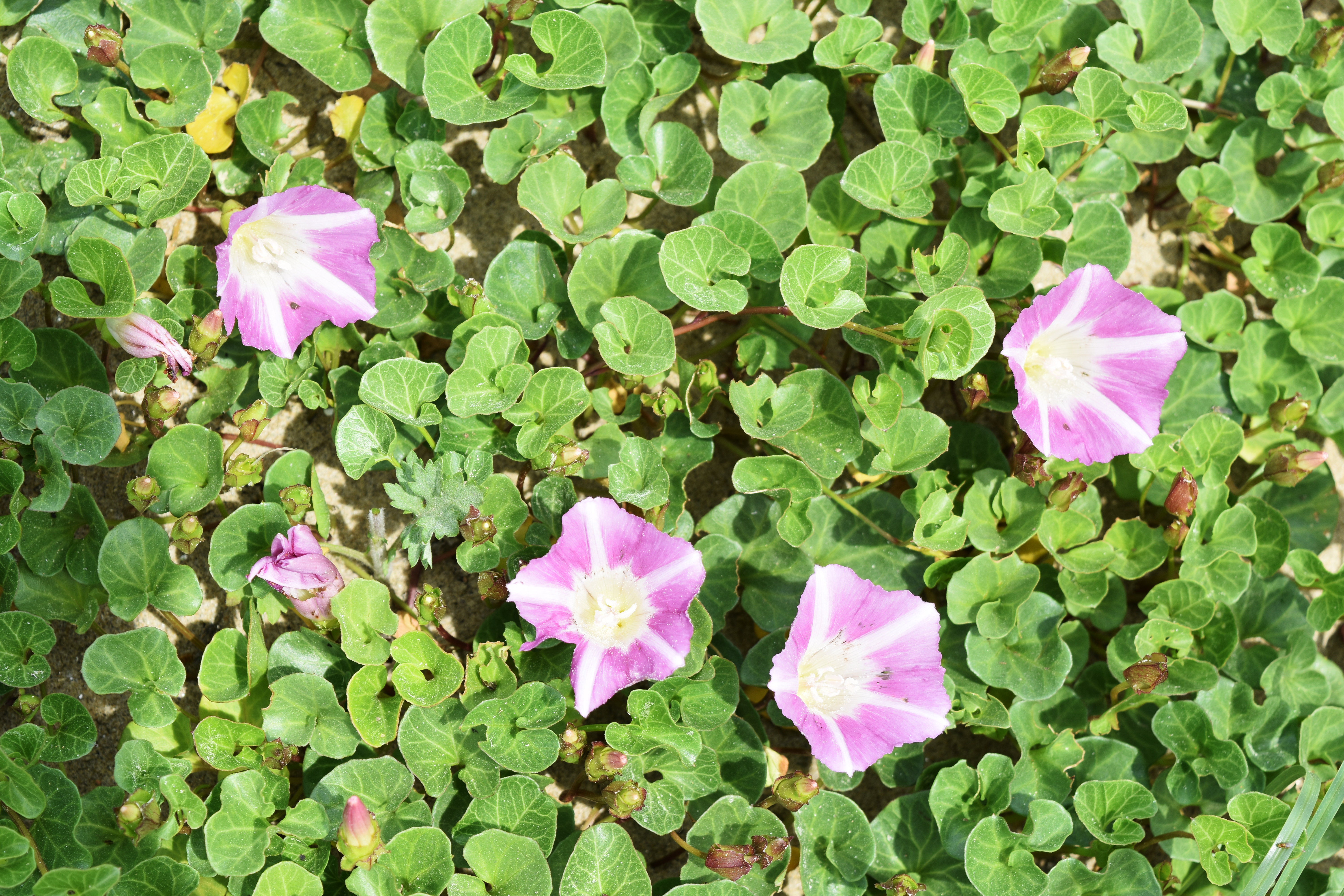
태안해안국립공원의 갯메꽃

태안반도는 남북으로 길게 놓여있어 위도차가 크다. 이에 따라 식생역시 온대 남부와 온대 중부의 식생이 점차 변하는 점이지대를 이룬다. 단풍나무, 서나무, 대나무, 차나무, 동백나무, 사철나무 등 낙엽활엽수와 상록활엽수가 섞인 숲은 다양한 식물군을 보인다. 안면도의 모감주나무 숲은 천연기념물 제138호로 지정되어 있다. ) 태안해안국립공원 지역은 로널드 굿의 식물구계 구분으로는 일화식물구계 가운데 한국구의 중부아구와 남부아구의 경계에 위치하고 있다.
국립공원관리공단은 1996년 및 2005년에 태안해안국립공원 전역에 대한 식생조사를 하여 주요 식물 군락으로 곰솔 군락, 소나무 군락, 굴참나무 군락, 소사나무 군락, 굴피나무 군락, 그리고 이들이 섞인 횬효림 등의 나무 군락을 확인하였고, 사구식생으로 통보리사초군락, 좀보리사초군락, 갯메꽃군락, 갯방풍군락, 갯그령군락, 갯잔디군락, 해당화군락, 순비기나무군락 등을 보고하였다. 태안해안국립공원의 식생은 해안지역에서 주로 확인되는 식물군락이나 남방계성식물이 분포하고 있다.

## 해양
태안해안국립공원의 해양은 대부분 얕은 간조대와 조하대로 이루어져 있다. 겨울철 표층 온도는 4.38~4.71°C로 평균 4.49°C이고, 저층의 경우 4.29~4.69°C로 평균 4.46°C이다. 한편, 여름철의 경우 표층은 16.31~22.62°C으로 평균 19.79°C, 저층은 15.48~20.67°C으로 평균 18.02°C이다. 천수만과 금강 수계에서 흘러드는 민물이 많아 염도는 31-32 psu로 다른 지역보다 낮아 덜 짠편이다. 전반적인 수질은 봄철이 가장 좋아 대부분의 지역에서 I 등급을 유지하고 여름철에는 거의 모든 지역이 II 등급으로 하락하였다가 가을이 되면서 차츰 회복한다. 해양 수질은 I에서 V까지 등급을 분류하며 태안해안국립공원의 수질은 대체로 양호한 편이다. 여름철 수질 악화는 민물에서 흘러드는 영양염때문에 플랑크톤이 대량으로 발생하는 것이 주된 원인이다.

### 해양생태계
태안해안국립공원은 복잡한 해안선과 큰 조수 간만의 차로 간석지와 조수웅덩이가 발달하여 있다. 이는 망둑어류를 비롯한 많은 소형 저서성 어류가 서식하기 좋은 조건이다. 2014년 조사 당시 확인된 어류는 모두 7 목 15 과 31 종으로 농어목이 5과 16종으로 전체 종수의 51.61%를 차지하였고, 이 가운데 망둑어과가 9종으로 전체종의 29.03%를 차지하여 조수웅덩이의 주요 서식 어류임을 알 수 있었다. 그 다음 많은 종류는 쏨뱅이목으로 4과 7종을 나타내 채집 어류의 22.58%를 차지하였다.
2007년 삼성1호-허베이 스피릿 호 원유 유출 사고로 인해 연안 어류에 피해가 있었는데 특히 망둑어과에서 두드러졌다. 2005년의 어류조사 당시 학암포와 삼봉에서는 두줄망둑이 우점하여 서식하였고, 인근 조사지역에서도 망둑어과 어류가 우점하여 서식하는 것으로 조사되었지만, 사고 직후인 2008년 망둑어과 어류의 상대풍부도는 점차 감소하여 2009년에 최저를 기록하였다.

## 천연기념물

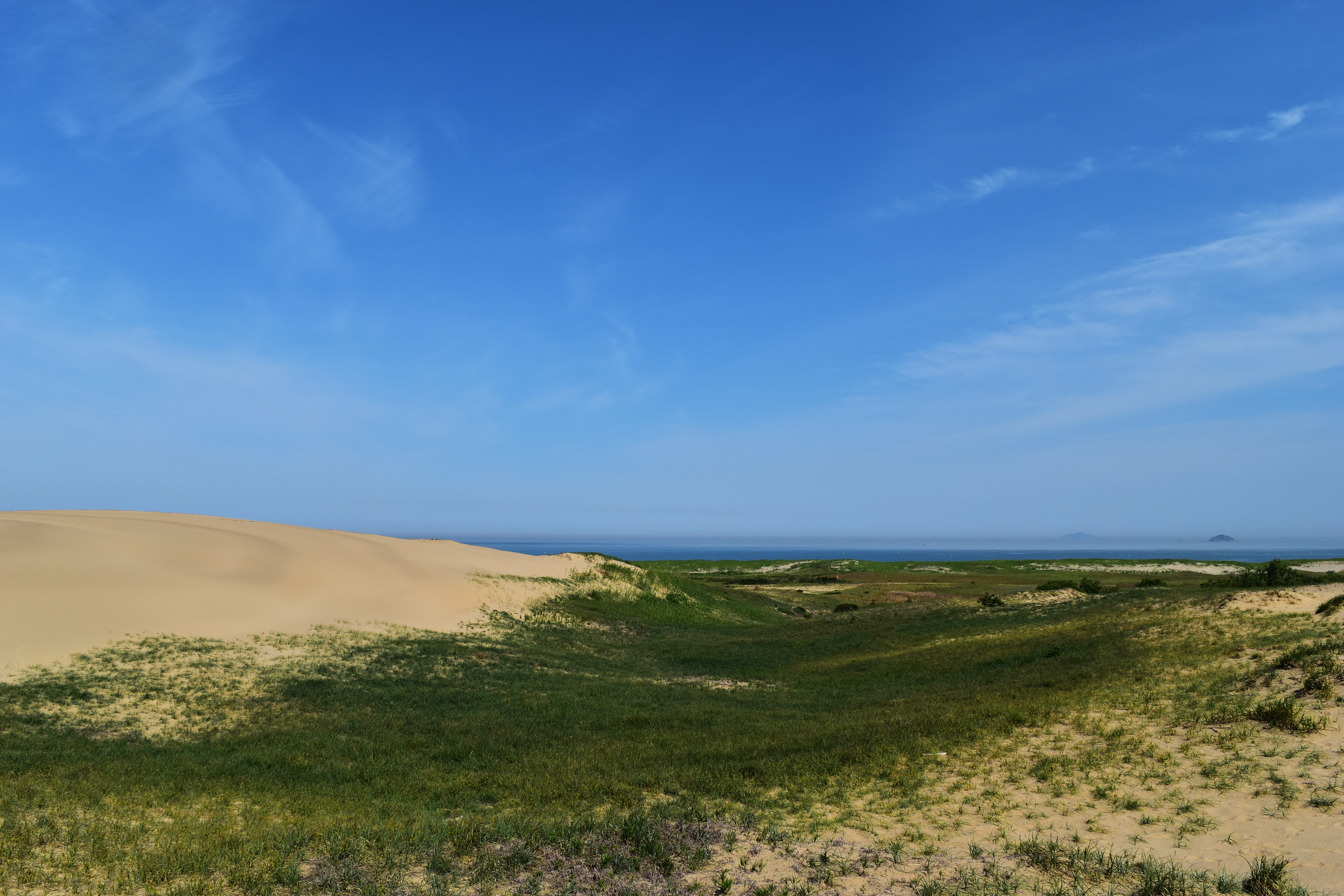
태안 신두리 해안사구

### 태안 내파수도 해안지형
태안군 안면읍 방포항에서 남서쪽으로 약 9.7km 떨어져 있는 무인도인 내파수도 동쪽 해안에 발달한 자갈 해빈은 약 300 m 길이의 독특한 자연제방을 이루고 있다.  2009년 12월 11일 천연기념물 제511호로 지정되었다.

### 태안 난도 괭이갈매기 번식지
태안군 난도는 괭이갈매기 번식지로 유명하다. 섬의 가장자리가 수직암벽으로 되어 있어 천적의 침입이 어렵기 때문에 수 많은 괭이갈매기들이 둥지를 튼다.

### 태안 신두리 해안사구
신두리 해안사구의 면적은 약 2,640,000m2의 방대한 규모로 서해안의 다른 지역보다 사구가 발달돼 있으며 한반도 해안사구의 거의 모든 지형을 관찰할 수 있는 중요한 지역이다.

## 문화 유산
태안해안국립공원 인근의 문화 유산으로는 옥파 이종일 생가, 태안마애삼존불, 태안 흥주사 삼층석탑, 백화산성, 안흥성, 몽산리 석가여래좌상, 태안 남문리 오층석탑 등이 있다.

## 연혁와 현황
1978년 10월 20일 국립공원으로 지정된 태안해안국립공원은 지정 이후 공원 구역이 몇차례 변경되어 현재 면적은 377.019km2이다. 이는 대한민국 국립공원 전체 면적의 약 5.7%에 해당한다.

### 연혁
- 1978년 10월 20일 : 서산태안해안국립공원 지정(건설부 공고 제109호)
- 1981년 7월 1일 : 국립공원관리공단 설립
- 1987년 8월 5일 : 국립공원관리공단 서산해안관리사무소 개소
- 1990년 3월 22일 : 태안해안국립공원으로 명칭 변경

### 현황
| 위치 | 충청남도 태안군 해안 일대 |
| 면적 | 377.019km2                |
| 지정 | 1978년 10월 20일          |

## 사건 사고

### 삼성1호-허베이 스피릿 호 원유 유출 사고

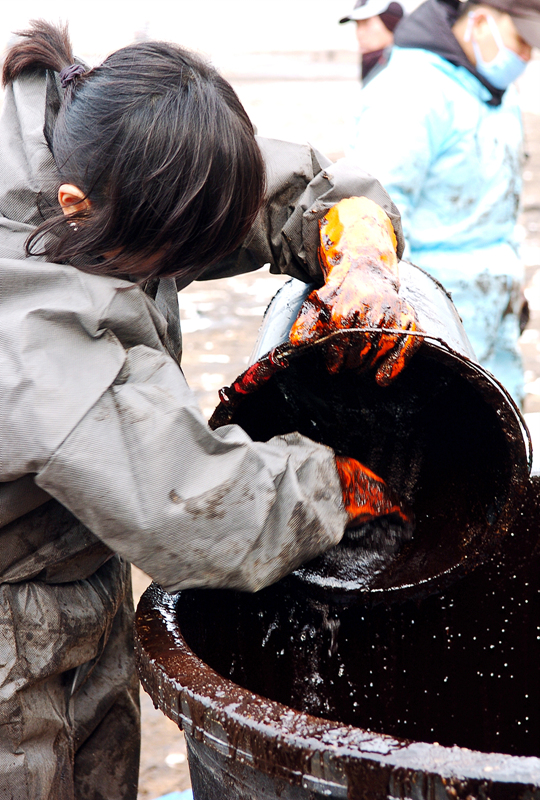
사고로 유출된 기름을 수거하는 자원봉사자

2007년 12월 7일 충청남도 태안군 앞바다에서 홍콩 선적의 유조선 '허베이 스피릿 호'(중국어: 河北精神號, Hebei Spirit)와 삼성물산 소속의 '삼성 1호'가 충돌하면서 유조선 탱크에 있던 총 12,547킬로리터78,918 배럴의 원유가 태안 인근 해역으로 유출된 삼성1호-허베이 스피릿 호 원유 유출 사고가 있었다. 이 일로 태안해안국립공원의 상당 지역이 오염되어 큰 피해를 입었다.

## 참고 문헌
- 이 문서에는 다음커뮤니케이션(현 카카오)에서 GFDL 또는 CC-SA 라이선스로 배포한 글로벌 세계대백과사전의 내용을 기초로 작성된 글이 포함되어 있습니다.